# Eledone
Eledone Leach, 1817  è un genere di molluschi cefalopodi appartenente all'ordine degli Octopoda, noti con il nome di moscardini. È l'unico genere della famiglia Eledonidae Rochebrune, 1884.

## Descrizione
Questi octopodi sono caratterizzati da una singola fila di ventose su ogni braccio (disposizione uniseriale) e dalla presenza di una tasca del nero.

## Tassonomia
Il genere comprende le seguenti specie:
- Eledone caparti Adam, 1950
- Eledone cirrhosa (Lamarck, 1798)
- Eledone gaucha Haimovici, 1988
- Eledone massyae Voss, 1964
- Eledone moschata (Lamarck, 1798)
- Eledone palari C. C. Lu & Stranks, 1992
- Eledone schultzei (Hoyle, 1910)